# Слави Генев
Слави Генев е изтъкнат български художник. Твори през първата половина на ХХ век. Изявява се в предимно в пейзажния жанр.

## Биография
Роден е в Симеоновград, Харманлийско. През 1918 г. завършва Мюнхенската художествена академия в класа на проф. Анжело Янк. След завръщането си в България работи като учител в Първа мъжка гимназия в София. От 1921 г. е сътрудник във вестниците „Червен смях“ и „Българан“ заедно с Христо Смирненски и Христо Ясенов. Същевременно работи към Министерството на просветата и Етнографския музей в столицата.
През 1923 г. завършва живопис в Художествената академия в София, където негови преподаватели са проф. Цено Тодоров, проф. Стефан Иванов и проф. Иван Ангелов.
Слави Генев продължава обучението си в Академия Гранд Шумиер в Париж при проф. Карта Вучо и я завършва през 1927 г.
От 1929 г. до 1931 г. е художник в Народния театър, а след това до 1948 г. е учител в Самоковската гимназия.
Първата самостоятелна изложба на Слави Генев е през 1938 г. в София, втората – през 1946 г. отново там, а третата – през 1947 г. в Дупница. Последната му изложба е през 1975 г. в София.
В периода 1948-1958 г. е директор на Историческия музей в Самоков.
Умира през 1977 г. в Самоков.

## Творчество
Творби на Слави Генев има в Националната художествена галерия в София и други галерии в страната, както и в галерии в Швейцария, Турция, Русия, САЩ, Франция, Италия, Германия и в частни колекции

## Награди
Носител на орден „Кирил и Методий“, I степен.